# Црква Сант Андреја
Црква Сант Андреја на Квириналу је црква смештена у Риму. Изградња је трајала од 1658. до 1678. године. Архитекта овог здања је Ђовани Лоренцо Бернини. Он је сматрао да је ова црква његово најлепше архитектонско дело. 

## Данас
Ова црква се данас сматра једним од најлепших примера барокне архитектуре Рима.